# Osek, Strakonice
Osek là một làng thuộc huyện Strakonice, vùng Jihočeský, Cộng hòa Séc.